# Хилфлип
Хилфлип (англ. heelflip) — базовый трюк в скейтбординге. Выглядит как вращение доски пяткой от себя. Доска делает оборот на 360 градусов относительно продольной оси, но, в отличие от Кикфлипа, вращение происходит в противоположную сторону. Впервые трюк был выполнен Родни Малленом в 1982 году.

## Вариации трюка
Существует множество вариаций трюка:
- Frontside Heelflip — райдер одновременно выполняет Frontside 180 и Heelflip.
- Backside Heelflip — райдер одновременно выполняет Backside 180 и Heelflip.
- Double Heelflip — доска выполняет два оборота относительно продольной оси доски.
- Triple Heelflip — доска выполняет три оборота относительно продольной оси доски.
- Varial Heelflip — комбинация, в которой одновременно выполняется Frontside Pop Shove-it и Heelflip.
- Laser flip — комбинация, в которой одновременно выполняется Frontside 360 Pop Shove-it и Heelflip.
- Inward Heelflip — комбинация, в которой одновременно выполняется Pop Shove-it и Heelflip.
- 360 Inward heelflip — комбинация, в которой одновременно выполняется 360 Pop Shove-it и Heelflip.
- Frontside Big Heelflip — комбинация, в которой одновременно выполняется Frontside Bigspin и Heelflip.
- Backside Big Heelflip — комбинация, в которой одновременно выполняется Backside Bigspin и Heelflip.
- Disco flip — комбинация, в которой райдер выполняет Backside Body Varial и Heelflip.
- Late Backfoot heelflip — трюк, в котором скейтбордист сначала выполняет Олли, а потом задней ногой выполняет кручение Heelflip.
- Heelflip Grabs — трюк, в котором скейтбордист выполняет Грэб после вращения Heelflip. Выполняется преимущественно в вертикальных рампах из-за большего времени полета.